# 王村镇 (新乡市)
王村镇，是中华人民共和国河南省新乡市牧野区下辖的一个乡镇级行政单位。

## 行政区划
王村镇下辖以下地区：
牛村社区、李庄村、大里村、尚湾村、窑场村、小里村、高湾村、西王村、栗屯村、马庄村、西冀场村、东冀场村、黄岗村、东王村、善河村、寺庄顶村、周村、东马坊村、中马坊村和西马坊村。